# Dragons – Die 9 Welten
Dragons – Die 9 Welten (Originaltitel: Dragons: The Nine Realms) ist eine amerikanische Computeranimationsserie von DreamWorks aus dem Jahr 2021, die auf dem Film Drachenzähmen leicht gemacht basiert. Diese Serie spielt in der Gegenwart in Nordamerika und somit 1.300 Jahre nach den Ereignissen von Drachenzähmen leicht gemacht 3: Die geheime Welt. Die Serie wurde auch als Computerspiel umgesetzt.

## Veröffentlichung
Die Serie feierte ihre Premiere am 23. Dezember 2021 auf den Streamingdiensten Hulu und Peacock. Die Staffeln 2 bis 4 wurden im Laufe des Jahres 2022 und die Staffeln 5 bis 7 im Laufe des Jahres 2023 veröffentlicht. Die achte und finale Staffel wurde am 14. Dezember 2023 veröffentlicht. Die deutschsprachige Erstausstrahlung der ersten drei Staffeln fand am 4. November 2022 auf Super RTL statt. Die vierte Staffel wurde ab dem 12. März 2023 ausgestrahlt, die Staffel 5 sowie die ersten vier Folgen von Staffel 6 ab dem 29. November 2023 und die restlichen Folgen der Staffel 6 sowie die Staffeln 7 bis 8 ab dem 16. April 2024. Die ersten vier Staffeln sind außerdem auf dem Streamingdienst Amazon Prime Video verfügbar.

## Handlung
Nach dem Vorbeiflug eines Kometen öffnet sich ein gewaltiger Riss in der Erdoberfläche. Die Wissenschaftlerin Dr. Olivia Kullersen, die das Ereignis vorausgesehen hat und für den Rakke-Konzern arbeitet, zieht daraufhin mit ihrem Sohn Tom in die neu gebaute Forschungsstation Ikaris am Rande der Kluft, die den Namen Kullersen-Kluft erhält. Der Konzern finanziert die Expedition in der Hoffnung, neue Mineralien oder Lebewesen zu entdecken.
Tom, der von Natur aus neugierig ist, entdeckt bereits am ersten Tag seltsame Blitze in den Wolken über der Kluft. Trotz des Verbots, sich der Kluft zu nähern, geht er diesen nach. Als er später mit einer Forschungs-Drohne spielt und diese am Rand der Kluft abstürzt, klettert er hinterher und trifft dort auf einen verschütteten Drachen. Der Drache ist eine Mischung aus Nachtschatten und Tagschatten und, wie sich später herausstellt, ein Nachfahre von Ohnezahn. Er freundet sich mit dem Drachen an, den er Donner nennt, und stöbert in den Höhlen herum. Dort entdeckt er noch weitere Nachfahren anderer Drachen, welche sich weiterentwickelt haben. Jun Wong, die Tochter der Stationsleiterin und Toms Jugendfreundin, wohnt ebenfalls auf der Station. In Gesprächen mit ihr und seiner Mutter beschließt er jedoch, die Drachen erst mal geheim zu halten. Jun kommt aber kurze Zeit später hinter das Geheimnis und freundet sich mit dem zweiköpfigen Drachen Wu & Wei an.
Im Laufe der ersten Staffel werden noch D’Angelo Baker, Sohn des Sicherheitschefs und der Stationsärztin, sowie Alex Gonzales, Tochter der beiden lesbischen Geologinnen, in das Geheimnis eingeweiht und freunden sich mit den Drachen Rammhorn und Feder an. In der zweiten Staffel stößt schließlich noch Eugene, der ältere Bruder von Jun, dazu, der sich mit Netzmeister anfreundet. Gemeinsam erforschen sie als Drachenclub die verschiedenen Habitat-Höhlensysteme (9 Welten) und deren unterschiedliche Bewohner. Tom, der von Wikingern abstammt, findet auf einem Erbstück das gleiche Drachensymbol, wie es auch die Drachen kennen und auf einigen Artefakten in den Höhlen zu finden ist. Es stellt sich im späteren Verlauf der Serie heraus, dass Tom ein Nachfahre der ersten Drachenreiter Hicks und Astrid ist.
Der Drachenclub hilft und beschützt die Drachen und bewahrt sie mehrmals vor der Entdeckung durch den Rakke-Konzern oder durch andere Bedrohungen, in Gestalt von Dr. Wilma Sladkin, einer alten Rivalin Olivias, und dem psychisch labilen Forstarbeiter Leonard „Buzzsaw“ Burne, der davon überzeugt ist, die Drachen hätten seine Wälder niedergebrannt und selbst einen Drachen zähmt, um König der Drachen zu werden.

## Besetzung und Synchronisation
Die deutschsprachige Synchronisation entsteht durch die Splendid Synchron GmbH mit Sitz in Köln. Dialogbuch übernahm Christian Wunderlich und Dialogregie Heiko Obermöller.

### Teenager
| Rolle                     | Drachenname           | Fähigkeit                  | Bemerkung                                                             | Originalsprecher | Deutscher Sprecher |
| ------------------------- | --------------------- | -------------------------- | --------------------------------------------------------------------- | ---------------- | ------------------ |
| Thomas „Tom“ Kullersen    | Donner                | Blitze erzeugen, Sprung    | Sohn von Olivia, Anführer des Drachenclubs                            | Jeremy Shada     | Tom Raczko         |
| Jun Wong                  | Wu & Wei (zweiköpfig) | Feuer und Eis              | Jugendfreundin von Tom, Träumerin, ihre Mutter May leitet die Station | Ashley Liao      | Leyla Trebbien     |
| D’Angelo Baker            | Rammhorn              | Kristallhorn, Säurespucke  | Sohn der Medizinerin und des Sicherheitschefs und selbst heilbegabt   | Marcus Scribner  | Lars Walther       |
| Alexandra „Alex“ Gonzales | Feder                 | Unsichtbarkeit, Schallstoß | Hackerin und wäre lieber unsichtbar, hat zwei Mütter                  | Aimee Garcia     | Mayke Dähn         |
| Eugene Wong               | Netzmeister           | Netze werfen               | Bruder von Jun, zieht in der zweiten Staffel auf die Station          | Vincent Tong     | Julian Horeyseck   |

### Erwachsene
| Rolle                   | Bemerkung                                                               | Originalsprecher  | Deutscher Sprecher    |
| ----------------------- | ----------------------------------------------------------------------- | ----------------- | --------------------- |
| Olivia Kullersen        | Mutter von Tom, Wissenschaftlerin und Geologin                          | Julia Stiles      | Kordula Leiße         |
| May Wong                | Mutter von Jun und Eugene, Direktorin der Rakke-Basis                   | Lauren Tom        | Katja Liebing         |
| Philip Baker            | Vater von D’Angelo, Sicherheitschef auf der Rakke-Basis                 | Keston John       | Tobias Brecklinghaus  |
| Angela Baker            | Mutter von D’Angelo, Krankenschwester und Lehrerin auf der Rakke-Basis  | Pavar Snipe       | Janina Sachau         |
| Carla Gonzalez          | Mutter von Alex, Biologin auf der Rakke-Basis                           | Justina Machado   | Sarah Liu             |
| Hazel Gonzalez          | Mutter von Alex, Biologin auf der Rakke-Basis                           | Angelique Cabral  | Corinna Dorenkamp     |
| Wilma Schledkin         | Rivalin von Olivia, Wissenschaftlerin auf der Rakke-Basis               | Carrie Keranen    | Milena Karas          |
| Linda                   | Mitarbeiterin auf der Rakke-Basis                                       | D’Arcy Carden     | Daniela Bette-Koch    |
| Leonard „Buzzsaw“ Burne | ehemaliger Besitzer der Burne Lumber Company und Feind des Drachenclubs | Haley Joel Osment | Christian Wunderlich  |
| Dood                    | Waldarbeiter/Holzfäller für Leonard                                     | Mark Mercado      | Markus Haase          |
| Winston                 | Waldarbeiter/Holzfäller für Leonard                                     | Christian Lanz    | Michael-Che Koch      |
| Ford                    | Waldarbeiter/Holzfäller für Leonard                                     | Al Rodrigo        | Thomas Balou Martin   |
| Felsklopfer             | soll für Wilma eine Höhle freilegen                                     | John Lavelle      | Tom Jacobs            |
| Felsklopfer             | soll für Wilma eine Höhle freilegen                                     | Roger Craig Smith | Florian Seigerschmidt |

Weitere Synchronsprecher sind Ilya Walter, Heiko Obermöller und Volker Niederfahrenhorst.

## Episodenliste

### Staffel 1
| Nr. (ges.) | Nr. (St.) | Deutscher Titel         | Originaltitel        | Erstveröffentlichung USA | Deutschsprachige Erstausstrahlung (D) |
| ---------- | --------- | ----------------------- | -------------------- | ------------------------ | ------------------------------------- |
| 1          | 1         | Projekt Ikaris – Teil 1 | First Flight: Part 1 | 23. Dez. 2021            | 4. Nov. 2022                          |
| 2          | 2         | Projekt Ikaris – Teil 2 | First Flight: Part 2 | 23. Dez. 2021            | 5. Nov. 2022                          |
| 3          | 3         | Eine neue Welt          | A Hole New World     | 23. Dez. 2021            | 6. Nov. 2022                          |
| 4          | 4         | Der Drachenclub         | Dragon Club          | 24. Dez. 2021            | 7. Nov. 2022                          |
| 5          | 5         | Tarnfeder               | Featherhide          | 23. Dez. 2021            | 8. Nov. 2022                          |
| 6          | 6         | Der Erdspalter          | Fault Ripper         | 24. Dez. 2021            | 9. Nov. 2022                          |

### Staffel 2
| Nr. (ges.) | Nr. (St.) | Deutscher Titel              | Originaltitel                  | Erstveröffentlichung USA | Deutschsprachige Erstausstrahlung (D) |
| ---------- | --------- | ---------------------------- | ------------------------------ | ------------------------ | ------------------------------------- |
| 7          | 1         | Das Seifenblasenhorn         | Uniconned                      | 5. Mai 2022              | 10. Nov. 2022                         |
| 8          | 2         | Der Magmaspucker             | Magma Breather                 | 5. Mai 2022              | 11. Nov. 2022                         |
| 9          | 3         | Die untoten Drachen          | Dragons of the Undead          | 5. Mai 2022              | 12. Nov. 2022                         |
| 10         | 4         | Der Waldbrand                | Downpour                       | 5. Mai 2022              | 13. Nov. 2022                         |
| 11         | 5         | Die Spinnendrachen           | The Tangled Web                | 5. Mai 2022              | 14. Nov. 2022                         |
| 12         | 6         | Die Spur der Blitze – Teil 1 | Follow the Lightning: Part One | 5. Mai 2022              | 15. Nov. 2022                         |
| 13         | 7         | Die Spur der Blitze – Teil 2 | Follow the Lightning: Part Two | 5. Mai 2022              | 16. Nov. 2022                         |

### Staffel 3
| Nr. (ges.) | Nr. (St.) | Deutscher Titel          | Originaltitel              | Erstveröffentlichung USA | Deutschsprachige Erstausstrahlung (D) |
| ---------- | --------- | ------------------------ | -------------------------- | ------------------------ | ------------------------------------- |
| 14         | 1         | Der Feuerdrache          | Fire Escape                | 18. Aug. 2022            | 17. Nov. 2022                         |
| 15         | 2         | Fliegen! Nicht fallen!   | Ride or Die                | 18. Aug. 2022            | 18. Nov. 2022                         |
| 16         | 3         | Der Schwarm              | Empty Fireworm Nest        | 18. Aug. 2022            | 19. Nov. 2022                         |
| 17         | 4         | (K)ein Fall für Doktor D | Dr. Catastrophe            | 18. Aug. 2022            | 20. Nov. 2022                         |
| 18         | 5         | Es fliegt in der Familie | It Flies in the Family     | 18. Aug. 2022            | 21. Nov. 2022                         |
| 19         | 6         | Der Netzmeister          | Magma Comes to the Surface | 18. Aug. 2022            | 22. Nov. 2022                         |
| 20         | 7         | Der Himmelsbrenner       | The Sky Torcher            | 18. Aug. 2022            | 23. Nov. 2022                         |

### Staffel 4
| Nr. (ges.) | Nr. (St.) | Deutscher Titel                 | Originaltitel            | Erstveröffentlichung USA | Deutschsprachige Erstausstrahlung (D) |
| ---------- | --------- | ------------------------------- | ------------------------ | ------------------------ | ------------------------------------- |
| 21         | 1         | Die Eiswelt                     | Cold Open                | 17. Nov. 2022            | 12. März 2023                         |
| 22         | 2         | Der Eissturm                    | Uncharted Territory      | 17. Nov. 2022            | 13. März 2023                         |
| 23         | 3         | Der geheimnisvolle Schneeverest | Journey to the Snowcano  | 17. Nov. 2022            | 14. März 2023                         |
| 24         | 4         | Die Drachenflöte                | The Decoy                | 17. Nov. 2022            | 15. März 2023                         |
| 25         | 5         | Die Familie – Teil 1            | The Night Lights: Part 1 | 17. Nov. 2022            | 16. März 2023                         |
| 26         | 6         | Die Familie – Teil 2            | The Night Lights: Part 2 | 17. Nov. 2022            | 17. März 2023                         |

### Staffel 5
| Nr. (ges.) | Nr. (St.) | Deutscher Titel                                | Originaltitel                             | Erstveröffentlichung USA | Deutschsprachige Erstausstrahlung (D) |
| ---------- | --------- | ---------------------------------------------- | ----------------------------------------- | ------------------------ | ------------------------------------- |
| 27         | 1         | Einer für alle                                 | Punishment and Torcher                    | 2. März 2023             | 29. Nov. 2023                         |
| 28         | 2         | Willkommen in der wunderbaren Welt der Drachen | Welcome to the Wonderful World of Dragons | 2. März 2023             | 30. Nov. 2023                         |
| 29         | 3         | In der Schlinge                                | Barrel of Vine Tails                      | 2. März 2023             | 1. Dez. 2023                          |
| 30         | 4         | Der Tarnschnüffler                             | Scent of a Dragon                         | 2. März 2023             | 4. Dez. 2023                          |
| 31         | 5         | Angestachelt                                   | Sting It On!                              | 2. März 2023             | 5. Dez. 2023                          |
| 32         | 6         | Eingefroren                                    | Deep Freeze                               | 2. März 2023             | 6. Dez. 2023                          |

### Staffel 6
| Nr. (ges.) | Nr. (St.) | Deutscher Titel  | Originaltitel              | Erstveröffentlichung USA | Deutschsprachige Erstausstrahlung (D) |
| ---------- | --------- | ---------------- | -------------------------- | ------------------------ | ------------------------------------- |
| 33         | 1         | Drachen überall  | Dragons Everywhere!        | 15. Juni 2023            | 7. Dez. 2023                          |
| 34         | 2         | Eingesperrt      | Break in Case of Emergency | 15. Juni 2023            | 8. Dez. 2023                          |
| 35         | 3         | Getäuscht        | Undercover                 | 15. Juni 2023            | 11. Dez. 2023                         |
| 36         | 4         | Die Wiesenwelt   | Webs’ Masters              | 15. Juni 2023            | 12. Dez. 2023                         |
| 37         | 5         | Die Explosion    | Sledkin Stakeout           | 15. Juni 2023            | 16. Apr. 2024                         |
| 38         | 6         | Donner in Gefahr | Poison Control             | 15. Juni 2023            | 17. Apr. 2024                         |
| 39         | 7         | Buzzsaws Rache   | In Too Deep                | 15. Juni 2023            | 18. Apr. 2024                         |

### Staffel 7
| Nr. (ges.) | Nr. (St.) | Deutscher Titel               | Originaltitel                         | Erstveröffentlichung USA | Deutschsprachige Erstausstrahlung (D) |
| ---------- | --------- | ----------------------------- | ------------------------------------- | ------------------------ | ------------------------------------- |
| 40         | 1         | Der anhängliche Nimmersatt    | Hobs and Saw                          | 14. Sep. 2023            | 19. Apr. 2024                         |
| 41         | 2         | Gefühlschaos                  | Hearts of Heroes                      | 14. Sep. 2023            | 22. Apr. 2024                         |
| 42         | 3         | Der Glasbläser                | Hearts of Glass                       | 14. Sep. 2023            | 23. Apr. 2024                         |
| 43         | 4         | Streit im Drachenclub         | In the Cards                          | 14. Sep. 2023            | 24. Apr. 2024                         |
| 44         | 5         | Eugenes ultimatives Dreamteam | Eugene's Lean Mean Extreme Dream Team | 14. Sep. 2023            | 25. Apr. 2024                         |
| 45         | 6         | Buzzsaws neue Freundin        | Alex Not Found                        | 14. Sep. 2023            | 26. Apr. 2024                         |
| 46         | 7         | Die Weltenschlange            | Rise of Jörmungandr                   | 14. Sep. 2023            | 29. Apr. 2024                         |

### Staffel 8
| Nr. (ges.) | Nr. (St.) | Deutscher Titel              | Originaltitel             | Erstveröffentlichung USA | Deutschsprachige Erstausstrahlung (D) |
| ---------- | --------- | ---------------------------- | ------------------------- | ------------------------ | ------------------------------------- |
| 47         | 1         | Drachenzähmen schwer gemacht | How to Train Jörmungandr  | 14. Dez. 2023            | 30. Apr. 2024                         |
| 48         | 2         | Mister Rakke                 | The Great Foster Fake-Out | 14. Dez. 2023            | 2. Mai 2024                           |
| 49         | 3         | Wissenschaft gegen Natur     | Science Vs. Nature        | 14. Dez. 2023            | 3. Mai 2024                           |
| 50         | 4         | Von Göttern und Monstern     | Of Gods and Monsters      | 14. Dez. 2023            | 6. Mai 2024                           |
| 51         | 5         | Das Ende der Welt – Teil 1   | Ragnarok: Part 1          | 14. Dez. 2023            | 7. Mai 2024                           |
| 52         | 6         | Das Ende der Welt – Teil 2   | Ragnarok: Part 2          | 14. Dez. 2023            | 8. Mai 2024                           |